# Вантух, Мирослав Михайлович
Мирослав Михайлович Вантух (укр. Мирослав Михайлович Вантух; род. 18 января 1939) — генеральный директор − художественный руководитель Национального заслуженного академического ансамбля танца Украины имени Павла Вирского, Герой Украины (2004). Народный артист Украинской ССР (1977). Заслуженный деятель искусств Автономной Республики Крым (2000). Народный артист Российской Федерации (2003). Национальная легенда Украины (2021)
Профессор, академик. Член президиума Комитета по Государственным премиям Украины имени Т. Шевченко (сентябрь 1996 — сентябрь 1999); член Комитета Национальных премий Украины имени Т. Шевченко (сентябрь 1999 — октябрь 2001).

## Биография
Родился 18 января 1939 года в с. Великосёлки (ныне Львовского района Львовской области Украины). Украинец.

### Образование
- В 1958 году закончил Львовское культурнообразовательное училище (1956—1958), отделение культпросветработы.
- В 1977 году окончил Академию общественных наук при ЦК КПСС (заочно) (1972—1977, Москва).

### Деятельность
- Апрель − октябрь 1958 — лаборант кабинета культмассовой работы, Львовский культурно-просветительный техникум.
- Октябрь 1958 − декабрь 1961 — служба в Советской армии в музыкальной роте в г. Рава-Руска Львовской области.
- Январь 1962 − февраль 1980 — баянист, репетитор, создатель и руководитель танцевального коллектива, художественный руководитель − главный балетмейстер, Заслуженный ансамбль танца Украины «Юность» при Львовском дворце культуры им. Ю. Гагарина.
- С февраля 1980 — художественный руководитель Ансамбля танца Украины имени П. Вирского.

### Семья
- Отец — Михаил Константинович (1910—1946).
- Мать — Мария Михайловна (1913—1957).
- Жена — Валентина Владимировна (род. 1944) — народная артистка Украины.
- Дети — дочь Галина (род. 1974) и сын Мирослав (род. 1979).

## Награды и звания
- Герой Украины с вручением ордена Державы (21 августа 2004 года) — за выдающиеся личные заслуги перед Украинским государством в развитии национальной культуры, сохранение и обогащение традиций народного хореографического искусства, многолетнюю плодотворную творческую деятельность[2].
- Орден князя Ярослава Мудрого III степени (22 января 2024 года) — за значительные заслуги в укреплении украинской государственности, мужество и самоотверженность, проявленные в защите суверенитета и территориальной целостности Украины, весомый личный вклад в развитие различных сфер общественной жизни, добросовестное выполнение профессионального долга[3].
- Орден князя Ярослава Мудрого IV степени (20 августа 2010 года) — за значительный личный вклад в социально-экономическое, научно-техническое и культурное развитие Украинского государства, весомые трудовые достижения, многолетний добросовестный труд и по случаю 19-й годовщины независимости Украины[4].
- Орден князя Ярослава Мудрого V степени (16 января 2009 года) — за весомый личный вклад в дело консолидации украинского общества, перестройку демократического, социального и правового государства и по случаю Дня Соборности Украины[5].
- Орден «За заслуги» I степени (19 мая 2003 года) — за весомый личный вклад в сохранение и развитие традиций украинского хореографического искусства, высокое профессиональное мастерство[6].
- Орден «За заслуги» II степени (18 января 1999 года) — за весомый личный вклад в развитие украинской национальной культуры, многолетнюю плодотворную творческую деятельность[7].
- Почётный знак отличия Президента Украины (3 марта 1995 года) — за выдающийся вклад в развитие хореографического искусства, обогащение украинской танцевальной наследия[8].
- Орден Дружбы народов (1986).
- Медаль «Ветеран труда» (1985).
- Национальная премия Украины имени Тараса Шевченко (24 февраля 1993 года) — за постановки танцевальных композиций «В мире и согласии», «Карпаты», «Лета молодые», «Украинский танец с бубнами»[9].
- Народный артист Украинской ССР (1977).
- Заслуженный деятель искусств Украинской ССР (1968).
- Народный артист Российской Федерации (27 января 2003 года) — за большой вклад в развитие искусства и укрепление российско-украинских культурных связей[10].
- Заслуженный деятель искусств Автономной Республики Крым (18 сентября 2000 года) — за большой личный вклад в развитие искусства Украины и Автономной Республики Крым, высокое профессиональное мастерство и в связи с 2600-летием со дня основания города Керчи[11].
- Знак отличия президента Украины «Национальная легенда Украины» (20 августа 2021) — за выдающиеся личные заслуги в становлении независимой Украины и укреплении её государственности, весомый вклад в развитие национального искусства, спорта, многолетнюю плодотворную профессиональную деятельность[12]
- Почётная грамота Кабинета Министров Украины (14 января 1999 года) — за весомый личный вклад в развитие национального хореографического искусства, высокое профессиональное мастерство[13].
- Почётная грамота Президиума Верховного Совета УССР (1967, 1985).
- Почётная грамота Верховной Рады Украины (2004).
- Почётный гражданин Киева.

## Иллюстрации

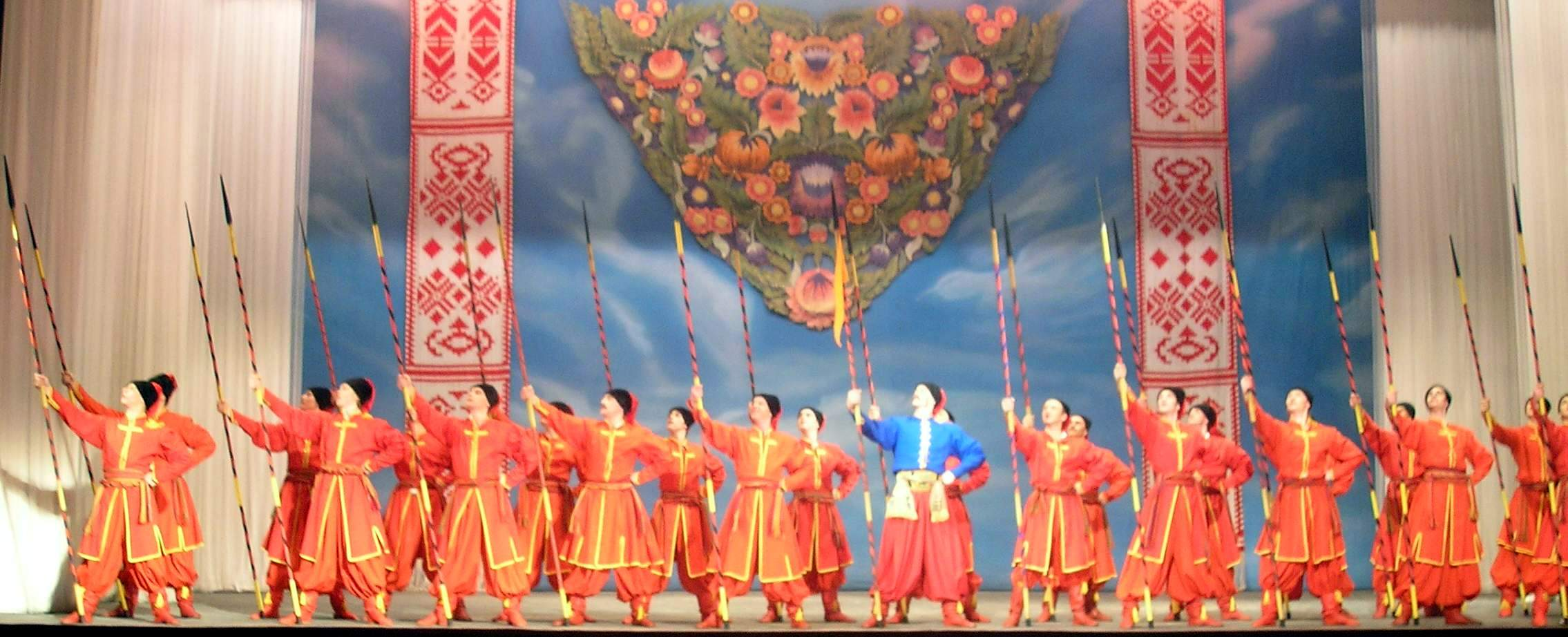
Знаменитый козацкий гопак
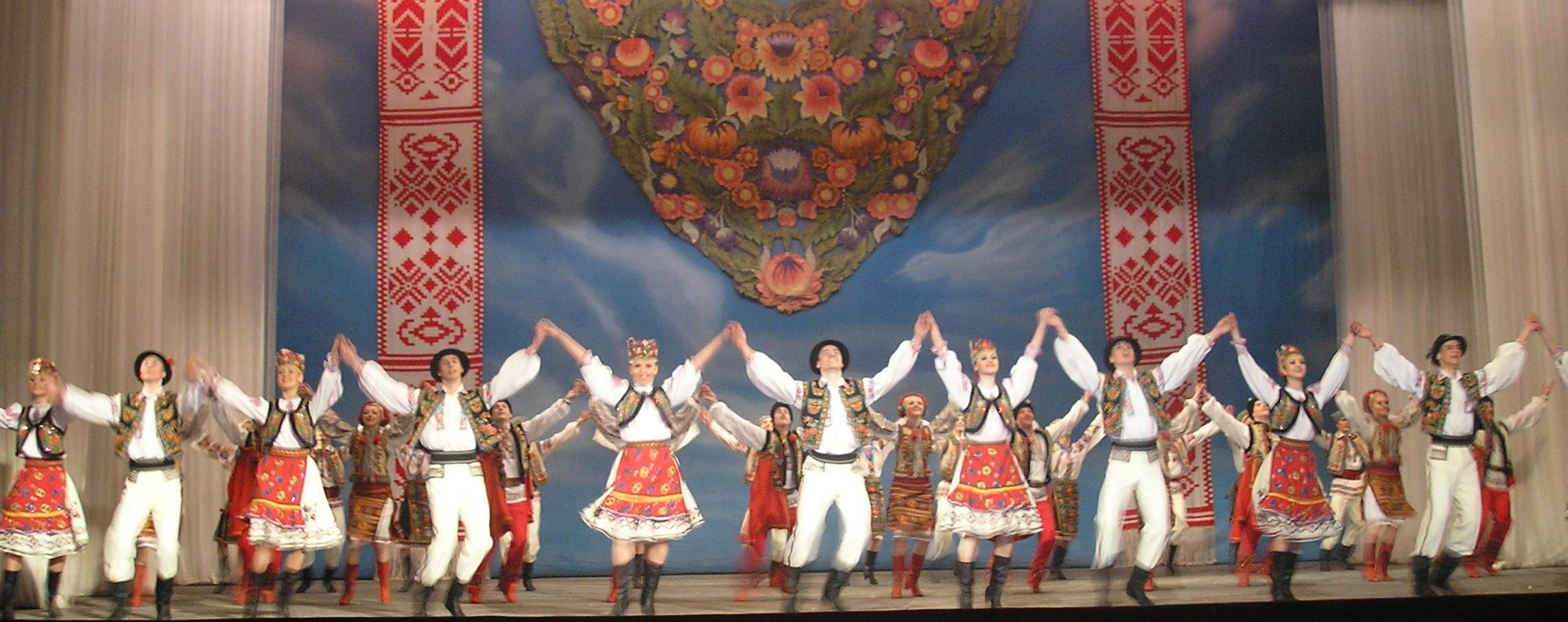
Танцевальная радуга Украины